# れをる
Reol（れをる、1993年11月9日 - ）は、日本の歌手・女性・作曲家・作詞家・音楽プロデューサー。SME Recordsに所属。マネジメントは株式会社幽玄屋。
2016年から2017年までは音楽ユニット・REOLでボーカル・作詞・作曲・トータルプロデュースを担当、2018年からはReol（レヲル）名義でシンガーソングライターとしてソロ活動を開始する。身長147.2cm。

## 人物
自身で作詞作曲の他、アートワークやビジュアル面も手掛ける。ニコニコ動画やYouTubeなどの動画共有サイトにオリジナル楽曲のミュージック・ビデオやカバー楽曲の歌唱動画を公開し、投稿した動画の多くは数十万から数千万回の再生回数を記録している。また、2019年11月7日にはYouTubeチャンネル登録者数が日本人女性ソロアーティスト史上初の100万人を突破した。2023年5月現在、YouTubeチャンネル登録者数は160万人を突破。総再生回数は9億回を超える。
元々個人名義で活動していたが、2012年公開の「ギガンティックO.T.N」をきっかけにサウンドクリエーターのギガと映像クリエーターのお菊と共同で作品制作を始める。2016年には3人で音楽ユニット・REOLを結成するが、2017年10月に“発展的解散”となる。2018年からは再び個人として活動を始めるが、解散後もギガがReolの楽曲のアレンジやミックスを、お菊が映像制作を手掛ける一方、Reol自身もギガの作品に参加するなど、3人の関係は継続している。

## 略歴
本来は、動画投稿サイトニコニコ動画に歌ってみた動画を投稿する歌い手であり、歌い手としても人気を集めていた。ニコニコ生放送では声真似主としても活躍していた。
2012年頃より音楽制作を開始。動画共有サイトにて歌唱動画や自身が作詞を手がけた楽曲を投稿し始める。
2014年にサウンドクリエイターのギガ、映像クリエイターのお菊との3人で自主盤『No title+/-』をリリース。
2015年、「れをる」名義でソロアーティストとしてビクターエンタテインメントよりアルバム『極彩色』をリリースし、メジャー・デビュー。オリコンチャート初登場9位を獲得したほか、その年のオリコン新人アーティスト4位に選ばれる。
2016年、サウンドクリエイターのギガ、映像クリエイターのお菊と共に3人組ユニット「REOL」として活動を開始。トイズファクトリーよりアルバム『Σ』をリリース。
2017年10月、ラスト・ライブ「終楽章」をもってユニット・REOLを解散。
2018年1月、「Reol」名義でソロ・アーティストとして再起動することを発表、CONNECTONEレーベルで活動を再開する。3月14日にミニアルバム『虚構集』を、10月17日に1stフルアルバム『事実上』をリリースする。
2019年3月20日、1stEP『文明EP』をリリース。11月7日、YouTubeのチャンネル登録者数が日本人女性ソロアーティスト史上初の100万人を突破。12月4日、YouTube FanFest Japan 2019にてゴールド・クリエイター・アワードを受賞。
2020年1月22日、App StoreのCMに使用された楽曲『HYPE MODE』等が収録された2ndフルアルバム『金字塔』をリリース。7月27日、"Artist On The Rise"に日本人女性として初めて選出される。8月16日に自身初の無観客LiveをYouTubeにて開催。スーパーチャットの総額が音楽系チャンネルでの世界記録となる。7月29日にリリースした6thシングル『第六感』は、12月にBillboard"JAPAN Heatseekers Songs"で通算5度の1位を獲得するなどロングセールスを記録。同月23日、初の映像作品『Reol LIVE 2019-2020 -ハーメルンの大号令/侵攻アップグレード-』をリリース。
2021年11月17日、DYNAMITE BOATRACE CMソングとして書き下ろした6thシングル『第六感』が自身初のストリーミング累計再生回数1億回を突破した。12月15日、2ndミニアルバム『第六感』をリリース。
2022年11月16日、Riot Games主催のイベント「Riot Games ONE」のオフィシャルテーマソングである『SCORPION』を収録した1stシングルCD『COLORED DISC』をリリース。
2023年8月30日、テレビアニメ「るろうに剣心 -明治剣客浪漫譚-」エンディングテーマである『切っ先』を収録した2ndシングルCD、『切っ先』をリリース。10月18日、3年9ヶ月ぶりとなる3rdフルアルバム『BLACK BOX』をリリース。
2023年11月3日、令和5年度松本市文化芸術奨励賞を受賞。
2024年8月17日、東京・日本武道館にて「Reol Oneman Live 『No title』」を開催。11月13日、マクドナルドUSAのキャンペーン、「WcDonald's」に書き下ろした楽曲「感情御中ｰWANT U LUV IT-」や、テレビアニメ「青の祓魔師 雪の果篇」のオープニングテーマ「RE RESCUE」を収録したEP、「秘色録」をリリース。
2025年11月9日に神奈川・横浜アリーナで単独公演を開催する。

## ディスコグラフィ

### 配信限定
|      | 発売日         | タイトル                     | 規格     | 収録作       | 備考                                       |
| ---- | -------------- | ---------------------------- | -------- | ------------ | ------------------------------------------ |
| 1st  | 2018年1月9日   | 平面鏡                       | デジタル | 虚構集       | 先行配信                                   |
| 2nd  | 2018年5月16日  | サイサキ                     | デジタル | 事実上       |                                            |
| 3rd  | 2018年7月18日  | SAIREN                       | デジタル | 事実上       |                                            |
| 4th  | 2019年7月24日  | ゆーれいずみー               | デジタル | 金字塔       |                                            |
| 5th  | 2019年10月20日 | HYPE MODE                    | デジタル | 金字塔       |                                            |
| 6th  | 2020年7月29日  | 第六感                       | デジタル | 第六感       | 日本レコード協会ストリーミングプラチナ認定 |
| 7th  | 2020年11月4日  | Q?                           | デジタル | 第六感       |                                            |
| 8th  | 2021年7月28日  | 白夜                         | デジタル | 第六感       |                                            |
| 9th  | 2021年11月24日 | Boy                          | デジタル | 第六感       | 先行配信                                   |
| 10th | 2022年5月18日  | 赤裸裸                       | デジタル | BLACK BOX    |                                            |
| 11th | 2022年7月27日  | 煽げや尊し                   | デジタル | BLACK BOX    |                                            |
| 12th | 2022年8月17日  | No title - Seaside Remix     | デジタル |              | 「Reol&ぬゆり」名義                        |
| 13th | 2022年10月28日 | SCORPION                     | デジタル | COLORED DISC | 先行配信                                   |
| 14th | 2023年5月24日  | 綺羅綺羅                     | デジタル | 切っ先       |                                            |
| 15th | 2023年6月19日  | 切っ先-Anime Ver.-           | デジタル | 切っ先       | 緊急配信                                   |
| 16th | 2023年7月7日   | 切っ先                       | デジタル | 切っ先       | 先行配信                                   |
| 17th | 2023年9月22日  | 第六感 - From THE FIRST TAKE | デジタル | BLACK BOX    |                                            |
| 18th | 2023年9月29日  | DDD                          | デジタル | BLACK BOX    | 先行配信                                   |
| 19th | 2024年3月20日  | 感情御中 ｰWANT U LUV IT      | デジタル | 秘色録       |                                            |
| 20th | 2024年8月18日  | ディア                       | デジタル | 秘色録       |                                            |
| 21st | 2024年9月18日  | ULTRA C                      | デジタル | 秘色録       |                                            |

### タイアップ
| 楽曲                     | タイアップ                                                                               | 時期   |
| ------------------------ | ---------------------------------------------------------------------------------------- | ------ |
| サイサキ                 | 学校法人・専門学校HAL 2018年度テレビCM「『ジブン覚醒』篇」                               | 2018年 |
| SAIREN                   | テレビアニメ『メジャーセカンド』エンディングテーマ                                       | 2018年 |
| VIP KID                  | テレビアニメ『ソウタイセカイ』オープニングテーマ                                         | 2019年 |
| ちるちる                 | テレビアニメ『ソウタイセカイ』エンディングテーマ                                         | 2019年 |
| ウテナ                   | リクルート若者応援プロジェクト「Follow Your Heart & Music Presented by RECRUIT」参加楽曲 | 2019年 |
| HYPE MODE                | Apple App Store 正月限定CM「ゲームはじめは、App Storeから」CMソング                      | 2020年 |
| 第六感                   | DYNAMITE BOAT RACEテレビCM 第6話～第10話                                                 | 2020年 |
| Q?                       | テレビアニメ『デジモンアドベンチャー:』エンディングテーマ                                | 2020年 |
| 白夜                     | スマホアプリゲーム『白夜極光』テーマソング                                               | 2021年 |
| 金字塔                   | Netflix映画「KATE/ケイト」 エンディングテーマ                                            | 2021年 |
| Ms.CONTROL               | テレビアニメ「MUTEKING THE Dancing HERO」 挿入歌                                         | 2021年 |
| 煽げや尊し               | 『ZONe IMMERSIVE SONG PROJECT 2022』参加楽曲                                             | 2022年 |
| SCORPION                 | Riot Games公式イベント『Riot Games ONE』オフィシャルテーマソング                         | 2022年 |
| 切っ先                   | テレビアニメ『るろうに剣心 －明治剣客浪漫譚－』エンディングテーマ                        | 2023年 |
| 感情御中 - WANT U LUV IT | マクドナルド 短編アニメ『WcDonald's』オフィシャルテーマソング                            | 2024年 |
| RE RESCUE                | テレビアニメ『青の祓魔師雪の果篇』オープニングテーマ                                     | 2024年 |
| SHINOBI                  | ゲーム『崩壊:スターレイル』乱破 インスパイアソング                                       | 2024年 |
| うつくしじごく           | ゲーム「地獄楽 パラダイスバトル」主題歌                                                  | 2025年 |

### 提供曲・プロデュース
| アーティスト            | 楽曲                        | 参加内容   | 時期   | 名義     | 備考                                                                                |
| ----------------------- | --------------------------- | ---------- | ------ | -------- | ----------------------------------------------------------------------------------- |
| Giga                    | ギガンティックO.T.N         | 歌唱・作詞 | 2012年 | れをる   | MVはお菊が担当。歌唱は鏡音レン セルフカバーを2013年発表                             |
| ぎがばなな              | ぴんこすてぃっくLuv         | 歌唱・作詞 | 2013年 | れをる   | MVはお菊が担当                                                                      |
| ぎがばなな              | えれくとりっく・えんじぇぅ  | 歌唱       | 2013年 | れをる   | ななひらと歌唱                                                                      |
| ぎがばなな              | テトロドトキサイザ2号       | 歌唱       | 2013年 | れをる   |                                                                                     |
| ぎがばなな              | いーあるふぁんくらぶ        | 歌唱       | 2013年 | れをる   | 96猫、そらると歌唱                                                                  |
| ぎがばなな              | 流線プリズム                | 歌唱       | 2013年 | れをる   | Kradnessと歌唱                                                                      |
| ぎがばなな              | cLick cRack                 | 歌唱・作詞 | 2013年 | れをる   | MVはお菊が担当 ななひら、そらる、Kradness、96猫と歌唱                               |
| ぎがばなな              | サイレントエレジー          | 作詞       | 2013年 | れをる   |                                                                                     |
| じーざす                | しんでしまうとはなさけない! | 歌唱       | 2013年 | れをる   | Kradnessと歌唱                                                                      |
| 19's Sound Factory      | 不安定彼女                  | 歌唱       | 2013年 | れをる   |                                                                                     |
| HoneyWorks              | 吉田、家出するってよ        | 歌唱       | 2013年 | れをる   |                                                                                     |
| Kradness                | おこちゃま戦争              | 歌唱・作詞 | 2013年 | 絶対冷度 | MVはお菊、作曲編曲はGigaが担当。Kradnessと歌唱                                      |
| Kradness                | リモコン                    | 歌唱       | 2013年 | 絶対冷度 | Kradnessと歌唱                                                                      |
| ひとしずくP             | からくり卍ばーすと          | 歌唱       | 2013年 | 絶対冷度 | Kradnessと歌唱                                                                      |
| emon（Tes.）            | 静電気。                    | 歌唱       | 2013年 | 絶対冷度 | Kradnessと歌唱                                                                      |
| アルスマグナ            | ＋♂                         | 作詞       | 2014年 | れをる   | MVはお菊、作曲編曲はGigaが担当                                                      |
| EMERGENCY               | キラーチューン！            | 作詞       | 2014年 | れをる   | 作曲編曲はGigaが担当                                                                |
| deco                    | ストリーミングハート        | 歌唱       | 2014年 | れをる   |                                                                                     |
| ZUN                     | Bad Apple!!                 | 歌唱       | 2014年 | れをる   |                                                                                     |
| niki                    | FACE                        | 歌唱       | 2014年 | れをる   |                                                                                     |
| やいり                  | 影炎≒Variation              | 歌唱       | 2014年 | れをる   |                                                                                     |
| そらる                  | マダママゴト                | 作詞       | 2015年 | れをる   | MVはお菊、作曲編曲はGigaが担当                                                      |
| niki                    | WAVE                        | 歌唱       | 2015年 | れをる   |                                                                                     |
| EZFG                    | サイバーサンダーサイダー    | 歌唱       | 2015年 | れをる   |                                                                                     |
| とあ                    | ツギハギスタッカート        | 歌唱       | 2015年 | れをる   |                                                                                     |
| ピノキオピー            | 頓珍漢の宴                  | 歌唱       | 2015年 | れをる   |                                                                                     |
| じーざす                | 鬼KYOKAN                    | 歌唱       | 2015年 | 絶対冷度 | MVはお菊が担当。Kradnessと歌唱                                                      |
| EVO+                    | [A]ddiction                 | 作詞       | 2016年 | れをる   | 作曲編曲はGigaが担当                                                                |
| 電波少女                | 21世紀難民                  | 歌唱       | 2017年 | れをる   | 電波少女と歌唱                                                                      |
| 野崎りこん              | XYZ feat. USOWA & れをる    | 歌唱・作詞 | 2017年 | れをる   | 野崎りこん、USOWAと歌唱                                                             |
| TeddyLoid               | Winners feat. Reol & Giga   | 歌唱・作詞 | 2019年 | Reol     | MVはお菊、作曲はGigaとTeddyLoidが担当 Webアニメ『ファイトリーグ』オープニングテーマ |
| ヒプノシスマイク 中王区 | Femme Fatale                | 作詞・作曲 | 2020年 | Reol     | 作曲編曲はGigaが担当                                                                |
| 東京ゲゲゲイ            | HEART                       | 作詞       | 2020年 | Reol     | 作詞はRap部分を担当 DYNAMITE BOAT RACEテレビCM 第1話～第5話                         |
| The Burning Deadwoods   | Labyrinth feat.伶           | 作詞       | 2021年 | Reol     |                                                                                     |
| ぬゆり                  | 仇なす光 feat.Reol          | 歌唱       | 2022年 | Reol     |                                                                                     |
| 森カリオペ              | 虚像のCarousel              | 歌唱・作詞 | 2023年 | Reol     |                                                                                     |
| FZMZ                    | Danger Danger               | 歌唱・作詞 | 2024年 | icy      | FZMZと歌唱・作詞 TVアニメ『シャングリラ・フロンティア』オープニングテーマ           |
| 小绵羊magens            | BBBang                      | 歌唱       | 2024年 | Reol     |                                                                                     |
| あんさんぶるスターズ!   | KEEP OUT                    | 作詞・作曲 | 2024年 | Reol     | KOTONOHOUSEと作曲                                                                   |
| プロジェクトセカイ      | ULTRA C                     | 歌唱・作詞 | 2024年 | Reol     | 作曲はGigaとTeddyLoidが担当。歌唱は初音ミク セルフカバーを同年発表                  |
| 崩壊:スターレイル       | 不乱不破                    | 歌唱       | 2024年 | Reol     |                                                                                     |
| バルーン                | レディーレ                  | 歌唱       | 2025年 | Reol     |                                                                                     |

## ミュージックビデオ
| 公開日     | 監督                 | 曲名                       | 備考                                        |
| ---------- | -------------------- | -------------------------- | ------------------------------------------- |
| 2018/03/05 | 木村豊               | エンド                     |                                             |
| 2018/07/03 | 田村啓介             | サイサキ                   |                                             |
| 2018/08/17 | 番場秀一             | SAIREN                     |                                             |
| 2018/12/19 | 番場秀一             | 激白                       |                                             |
| 2019/02/25 | 東市篤憲             | ウテナ                     | 出演：MIKUNANA                              |
| 2019/06/05 | お菊                 | 失楽園                     |                                             |
| 2019/08/20 | 田向潤               | ゆーれいずみー             |                                             |
| 2020/01/22 | Reol                 | HYPE MODE                  |                                             |
| 2020/03/21 | 番場秀一             | 1LDK                       | 出演：根本紳平                              |
| 2020/07/29 | 番場秀一             | 第六感                     | 出演：東京ゲゲゲイ                          |
| 2020/11/04 | MIZUNO CABBAGE       | Q?                         |                                             |
| 2021/10/15 | 番場秀一             | 白夜                       |                                             |
| 2021/11/24 | 鴨下大輝             | Boy                        |                                             |
| 2022/02/18 | お菊                 | ミュータント               | イラスト：河底9                             |
| 2022/05/27 | 田辺秀伸             | 赤裸裸                     | 出演：CHISE NINJA, Ericamai, Rion Watley    |
| 2022/07/27 | G2 辻本祐希          | 煽げや尊し                 |                                             |
| 2022/08/17 | 筆者                 | 'No title' Seaside Remix   |                                             |
| 2022/10/28 | Charles Chung        | SCORPION                   |                                             |
| 2022/11/16 | 大久保拓朗           | secret trip                | 出演：藤山博生,藤山千恵梨,中川絢音,根本紳平 |
| 2023/05/24 | 筆者                 | 綺羅綺羅                   |                                             |
| 2023/07/20 | G2 辻本祐希          | 切っ先                     |                                             |
| 2023/10/10 | G2 辻本祐希          | DDD                        | 出演：アタック西本 from ジェラードン        |
| 2024/03/29 | 路地子 ぶき 野良いぬ | '感情御中 -WANT U LUV IT-' |                                             |
| 2024/08/18 | お菊                 | ディア                     | イラスト：望月けい                          |

## ライブ

### ワンマンライブ
| 日程 | 公演名                                                              | 会場 |  |
| --- | ------------------------------------------------------------------- | --- |  |
| 2015年10月23日 2015年11月26日 2016年1月9日 | れをる単独公演 「極彩色HighFidelity」 -東の宴- -西の宴- -華の宴-    | 全3公演 東京 TSUTAYA O-EAST 大阪 BIGCAT 上海 MAO livehouse |  |
| 2018年6月1日 2018年6月8日 | Reol Oneman LIVE 「刮目相待」                                       | 全2公演 東京 EX THEATER ROPPONGI 大阪 Namba Hatch |  |
| 2018年10月26日 2018年11月03日 2018年11月11日 2018年11月17日 2018年11月30日 | 'Reol Japan Tour 2018'｢MADE IN FACTION」                            | 全5公演 大阪 Namba Hatch 札幌 PENNY LANE24 福岡 DRUM LOGOS 愛知 ReNY limited 東京 Zepp Tokyo |  |
| 2018年12月15日 2019年1月10日 2019年1月12日 2019年1月13日 | Reol MADE IN FACTION in KOREA,CHINA                                 | 全4公演韓国 HONDAE MUVHALL 広州 Mao live house 上海 Modernsky Lab 北京 Tango live |  |
| 2019年7月13日 2019年7月14日 2019年7月19日 | Reol Secret Live 2019 「文明ココロミー」 -東の塔- -西の塔- -央の塔- | 全3公演 東京 渋谷ストリームホール 大阪 梅田バナナホール 愛知 名古屋 E.L.L. |  |
| 2019年10月6日 2019年10月11日 2019年10月19日 | Reol Oneman Live 2019 「侵攻アップグレード」                        | 全3公演 大阪 松下IMPホール 愛知 ReNY limited 東京 新木場STUDIO COAST |  |
| 2020年2月8日 2020年2月9日 2020年2月15日 2020年2月22日 2020年2月29日 2020年3月7日 2020年3月21日 2020年4月4日 2020年8月16日 | Reol Oneman Live 2020 ｢ハーメルンの大号令｣                          | 全9公演広島 広島クラブクアトロ 福岡 Drum LOGOS 宮城 仙台 Rensa 北海道 札幌ペニーレーン24 愛知 名古屋ダイアモンドホール※中止 大阪 なんばHatch ※中止 東京 LINE CUBE SHIBUYA （渋谷公会堂）※中止 出港編（追加公演） 神奈川 神奈川県民ホール ※中止 接続編（無観客Live） LINE CUBE SHIBUYA（渋谷公会堂）より生中継 |  |
| 2021年6月26日 2021年6月27日 | Reol Installation Concert 2021 「音沙汰」                           | 全2公演 東京 LINE CUBE SHIBUYA（渋谷公会堂） 大阪 フェニーチェ堺 |  |
| 2022年4月27日 2022年4月28日 2022年5月2日 2022年5月8日 2022年5月12日 2022年5月13日 | Reol Oneman Live 2022 「激情アラート」                              | 全6公演 愛知 Zepp Nagoya 大阪 Zepp Osaka Bayside 福岡 Zepp Fukuoka 宮城 仙台PIT 東京 Zepp Haneda |  |
| 2023年1月26日 2023年1月29日 2023年2月5日 2023年2月11日 2023年2月18日 2023年2月23日 2023年2月25日 2023年2月26日 2023年3月5日 | Reol Oneman Live 2023 「新式浪漫」                                  | 全9公演 愛知 Zepp Nagoya 東京 TOKYO DOME CITY HALL 宮城 仙台PIT 神奈川 KT Zepp Yokohama 福岡 Zepp Fukuoka 広島 広島クラブクアトロ 大阪 Zepp Osaka Bayside 香川 高松 festhalle 凱旋公演 長野 まつもと市民芸術館 |  |
| 2023年11月18日 2023年12月1日 2023年12月2日 2023年12月9日 2023年12月10日 2023年12月16日 2023年12月17日 2023年12月24日 2023年12月25日 2024年1月13日 2024年1月14日 2024年1月27日 2024年1月28日 2024年2月4日 2024年2月10日 2024年2月3日 2024年2月18日 2024年3月2日 2024年3月3日 2024年3月6日 2024年3月8日 2024年3月16日 2024年3月19日（振替公演） 2024年3月20日（振替公演） 2024年3月23日 | Reol Oneman Live 2023/24 「UNBOX black/pure」                       | 全23公演 black 大阪 大阪・フェスティバルホール 福岡 Zepp Fukuoka 愛知 Zepp Nagoya 東京 昭和女子大学人見記念講堂 宮城 仙台 GIGS 神奈川 神奈川県民ホール 深圳 NUBOND LIVE HOUSE 広州 太空间 LIVE HOUSE 上海 蜚声 PHASE LIVE HOUSE 北京 东朗 EAST LIVE 台北 ZEPP NEW TAIPEI ソウル MUSINSA GARAGE pure 大分 大分 T.O.P.S BittsHALL 静岡 LIVE ROXY SHIZUOKA 兵庫 神戸ハーバースタジオ 愛媛 松山 Wstudio RED 香川 高松 DIME 石川 金沢エイトホール 新潟 新潟 LOTS 広島 広島クラブクアトロ 岡山 岡山 CRAZYMAMA KINGDOM 岩手 盛岡 club change WAVE 北海道 札幌 PENNY LANE 24 |  |
| 2024年4月6日 2024年4月17日 | 'Reol SECLET LIVE 「極秘LEGIT」 -西の宴- -東の宴-                   | 全2公演 大阪 心斎橋BIGCAT 東京 Spotify O-EAST |  |
| 2024年8月17日 | Reol Oneman Live 「No title」                                       | 全1公演 東京 日本武道館 |  |
| 2025年1月19日 2025年1月24日 2025年2月2日 | Reol Oneman Live 2025 カルチュア・カリキュラム                      | 全3公演大阪 Zepp Osaka Bayside 愛知 Zepp Nagoya 東京 Zepp DiverCity (TOKYO) |  |
| 2025年6月3日 2025年6月6日 2025年6月8日 | Reol Oneman Tour 2025 Culture Curriculum                            | 全3公演香港 PORTAL 広州 CHIZHAO LIVEHOUSE 成都 CH8 GREEN TREE LIVEHOUSE |  |
| 2025年8月17日 | Reol Oneman Live 「無題」                                           | 全1公演 神奈川 横浜アリーナ |  |

### 出演イベント
- 2016年07月02日
日本工学院ミュージックカレッジ
presents Summer tunes 2016
- 2017年04月28日
AIR-G' 35th Anniversary New Music Lab 2
- 2018年03月17日
ビクターロック祭り 2018
- 2019年08月03日
ROCK IN JAPAN FESTIVAL 2019  BUZZ STAGE
- 2019年09月22日
宗像フェス Fukutsu Koinoura[注 7]
- 2019年10月28日
第16回 東京国際ミュージック・マーケット
- 2019年12月04日
YouTube FanFest Japan 2019
- 2019年12月29日
COUNTDOWN JAPAN 19/20
- 2020年10月11日
YouTube FanFest Japan 2020 オープニングパフォーマンス
- 2020年11月7日
JAPAN ONLINE FESTIVAL 2020
- 2020年12月6日
YOUTUBE MUSIC WEEKEND
- 2020年12月30日
COUNTDOWN JAPAN 20/21[注 8]
- 2021年3月4日
LIVE YEAH!!! vol.3~みんなで作るサイコーPARTY!!!~
- 2021年8月7日
ヒプノシスマイク -Division Rap Battle- 7th LIVE"SUMMIT OF DIVISIONS"
- 2022年7月23日
ジャイガ-OSAKA GIGANTIC MUSIC FESTIVAL 2022-[注 9]
- 2022年8月6日
ROCK IN JAPAN FESTIVAL 2022 HILLSIDE STAGE
- 2022年10月15日
大阪城天守閣復興90周年記念イベント 「大阪城夢祭～LIVE GUMBO PARK～ OSAKA GIGANTIC MUSIC FESTIVAL2022 SPIN-OFF THE BONDS 2022 -EXCITEMENT OSAKA-」
- 2022年12月23日
Riot Games公式オフラインイベント 「Riot Games ONE」OPENING ACT
- 2022年12月29日
COUNTDOWN JAPAN 22/23
- 2023年4月30日
ARABAKI ROCK FEST. 2023
- 2023年5月13日
さよなら中野サンプラザ音楽祭
- 2023年5月14日
OSAKA METROPOLITAN ROCK FESTIVAL 2023
- 2023年7月22日
ジャイガ-OSAKA GIGANTIC MUSIC FESTIVAL 2023-
- 2023年9月10日
MIRRORBALL PARADE vol.3
- 2025年4月26日
「スターレイルLIVE2025」

## 出演
- 日本放送協会（NHK）
  - NHK総合テレビジョン
「SONGS OF TOKYO」
  - NHK総合テレビジョン
「シブヤノオト and more FES.2020」
  - NHK Eテレ
「ヒャダ×体育のワンルーム☆ミュージック」
  - NHK長野放送局
「イブニング信州」
- 民放各局
  - 北海道文化放送
「発見!タカトシランド」
  - メ～テレ（名古屋テレビ）
「BOMBER-E」
  - 日本テレビ系列
「スッキリ」
  - CBCテレビ（中京ローカル）
「メイプル超音楽」
  - TOKYO MX
「69号室の住人」
  - 日本テレビ系列
「バズリズム02」
  - 日本テレビ系列
「Oha!4 NEWS LIVE」
  - テレビ東京系列
「プレミアMelodiX!」
  - テレビ東京系列
｢大正製薬presents プレミアMelodiX! 年末スペシャル｣
  - BS日テレ・ニッポン放送・AbemaTV
「第4回 ももいろ歌合戦」
  - TBS系列
「CDTV ライブ!ライブ! 年越しスペシャル2020→2021」
  - テレビ朝日系列
「シソンヌ長谷川×○○のキマリ」マンスリーMC
  - テレビ愛知
「a-NN♪」
  - 朝日放送
「MUSIC BOX -3Minutes-」
  - 長野朝日放送
いいね！信州スゴヂカラ「歌姫Reolと行くふるさと・松本ぶらり散歩」(2023年2月18日)[44][45]
  - 各放送局（アークミュージック制作）
「Music B.B.」